# Sabine Heitling
Sabine Heitling (née le 2 juillet 1987 à Santa Cruz do Sul) est une athlète brésilienne spécialiste du 1 500 mètres et 3 000 mètres steeple. 

## Carrière

### Palmarès
| Date | Compétition                        | Lieu           | Résultat | Épreuve         | Performance    |
| ---- | ---------------------------------- | -------------- | -------- | --------------- | -------------- |
| 2005 | Championnats panaméricains juniors | Windsor        | 1re      | 3 000 m steeple | 10 min 04 s 71 |
| 2007 | Jeux panaméricains                 | Rio de Janeiro | 7e       | 1 500 m         | 4 min 19 s 21  |
| 2007 | Jeux panaméricains                 | Rio de Janeiro | 1re      | 3 000 m steeple | 9 min 51 s 13  |
| 2008 | Championnats ibéro-américains      | Iquique        | 1re      | 1 500 m         | 4 min 18 s 78  |
| 2008 | Championnats ibéro-américains      | Iquique        | 1re      | 3 000 m steeple | 9 min 54 s 70  |
| 2009 | Championnats d'Amérique du Sud     | Lima           | 1re      | 3 000 m steeple | 9 min 52 s 54  |
| 2010 | Championnats ibéro-américains      | San Fernando   | 3e       | 3 000 m steeple | 9 min 56 s 02  |

### Records
Sabine Heitling détient le record d'Amérique du Sud sur 3 000 mètres steeple en 9 min 41 s 22, réalisé à Londres le 25 juillet 2009.
| Épreuve              | Performance   | Lieu      | Date            |
| -------------------- | ------------- | --------- | --------------- |
| 1 500 mètres         | 4 min 15 s 73 | Fortaleza | 14 mai 2008     |
| 3 000 mètres steeple | 9 min 41 s 22 | Londres   | 25 juillet 2009 |